# Орден народног хероја
Орден народног хероја (мкд. Орден на народен херој; словен. Red narodnega heroja) био је високо југословенско одликовање за храброст, треће одликовање у важносном редоследу одликовања Социјалистичке Федеративне Републике Југославије (СФРЈ) и четврто одликовање у важносном реду Савезне Републике Југославије.
Установљен је 15. августа 1943, одлуком Врховног штаба НОВ И ПОЈ, као највише одликовање. У току Другог светског рата, као и после њега Орденом су одликоване 1.322 особе – учесници Народноослободилачког рата, као и 21 припадник Савезничких армија. Након распада СФРЈ, 1998. одликовање је уврштено у одликовања Савезне Републике Југославије (СРЈ), односно Државне заједнице Србије и Црне Горе. Последњи пут додељиван је 2000, након завршетка рата на Косову. Одликована лица су са добијањем Ордена народног хероја стицала и почасни назив — народни херој Југославије.

## Историја
Пре установљења Ордена народног хероја постојало је звање Народног хероја, које је установио Врховни штаб НОП и ДВ Југославије, крајем 1941. године. У „Билтену Врховног штаба“ број 12-13 (за децембар 1941. и јануар 1942) објављено је успостављање звања Народног хероја – као највеће признање за борце, командире, команданте и политичке комесаре, који се својим јунаштвом и пожртвованошћу у Народноослободилачкој борби против окупатора и домаћих издајника нарочито истакну. Прва особа која је проглашена за народног хероја, био је Петар Лековић, каменорезачки радник из Ужичке Пожеге и борац Друге пролетерске ударне бригаде, проглашен још за живота, марта 1942. године.
Указом Врховног штаба НОВ и ПОЈ о одликовањима у Народноослободилачкој борби, од 15. августа 1943, успостављена су прва одликовања. Заједно са Орденом партизанске звезде, Орденом народног ослобођења, Орденом братства и јединства, Орденом за храброст и Медаљом за храброст, установљен је и Орден народног хероја, као највише одликовање. Истим указом решено је да сви дотадашњи носиоци звања народног хероја (укупно 22 лица), добију Орден народног хероја. У Билтену Врховног штаба број 29-31 (за јун, јул и август 1943) о установљену Ордена народног хероја пише – добија се за осведочена херојска дела на бојном пољу и херојско држање пред непријатељем. Орден повлачи новчане бенефиције и специјалне повластице, како за носиоца тако и за његову породицу.
Национални комитет ослобођења Југославије (НКОЈ) издао је октобра 1944. упутства по којима се — за Орден народног хероја предлажу најистакнутији јунаци наше војске, најистакнутији пионири и организатори народног устанка и Народноослободилачке војске, који су пали на бојном пољу, у затворима и логорима, или који су још живи, чија дела и имена морају бити овековечена као пример данашњим и будућим покољењима.
Одлуке о проглашењу народних хероја доносио је најпре Централни комитет Комунистичке партије Југославије (ЦК КПЈ), а од установљења Ордена, августа 1943. Врховни штаб НОВ и ПОЈ. Након Другог заседања АВНОЈ-а, одржаног 29. новембра 1943, одлуке о додели Ордена доносило је Председништво АВНОЈ-а. Образовањем Народне скупштине ФНРЈ, новембра 1945, одлуке је доносио Президијум Народне скупштине, а од јануара 1953. председник Републике. Након смрти Јосипа Броза Тита, доживотног председника ФНРЈ/СФРЈ, 1980. одлуке је доносило Председништво СФРЈ.
До завршетка Народноослободилачког рата, маја 1945. Орден је додељен укупно 106 пута — одликовано је 97 бораца и руководилаца НОВ и ПОЈ (од чега 73 постхумно) и 9 страних држављана. Председништво АВНОЈ-а је 9. јуна 1945. донело први Закон о орденима и медаљама ДФЈ, којим је број одликовања повећан на седамнаест, a Орден народног хероја је и даље остао највише одликовање. Први Статут ордена донет је 27. јануара 1946. и њиме је прецизирано да се орденом могу одликовати — борци и руководиоци Југословенске армије, који су се истакли беспримерним хероизмом у борби против народних непријатеља и као такви представљају оличење јунаштва, понос и славу наше армије, и који су својим карактерним особинама чисти, светли и омиљени у армији и у народу, као и првоборци за слободу наших народа који су положили своје животе у борби против непријатеља, у затворима, логорима и др. Већ у октобру 1946. извршене су измене Закона о орденима и медаљама ФНРЈ којим је регулисано право доделе одликовања. Према овим изменама орден је додељивао Президијум Народне скупштине ФНРЈ, а на предлог Врховног команданта оружаних снага ФНРЈ.
У периоду од маја 1945. до 1950. Орден је додељиван свега 115 пута, а масовна додела Ордена извршена је током обележавања десетогодишњице јубилеја из Народноослободилачког рата, од 1951. до 1953, када је одликована 1.090 особа, углавном постхумно. Свечано уручење Ордена, живим народним херојима одликованим у периоду од 1951. до 1953. извршена је априла 1955, у сусрет десетогодишњици завршетка рата. Председник Републике Јосип Броз Тито тада је свечано уручио Ордене живим народним херојима — 18. априла народним херојима из Србије и Македоније, 19. априла народним херојима из Хрватске и Словеније и 20. априла народним херојима из Босне и Херцеговине и Црне Горе.
Новим Законом о орденима и медаљама ФНРЈ, донетим 1955. уведена су нова одликовања, па је Орден народног хероја померен на треће место у важносном редоследу одликовања, после Ордена југословенске звезде и Ордена слободе. Године 1956. извршена је измена Статута ордена којом се орден — може под истим условима изузетно додељивати и друштвеним организацијама. Иако је ова одредба уведена тек 1956, орден је у међувремену додељен двема друштвено-политичким организацијама — Савезу комунистичке омладине Југославије (СКОЈ), 14. октобра 1948. и Савезу удружења бораца Народноослободилачког рата (СУБНОР), 3. јула 1956. године. Касније су одликоване још две организације — Окружни комитет СКОЈ-а за Дрвар, 1969. и Удружење шпанских бораца, 1971. године.
Измена Статута ордена, којом се орден могао додељивати и војним јединицама, извршена је тек 1961, иако је у међувремену поводом петнаестогодишњице битке на Сутјесци, 3. јула 1958. одликовано 16 бригада НОВ и ПО Југославије, као и Пратећи батаљон Врховног штаба НОВ и ПОЈ. Касније је орденом одликовано још 13 јединица и установа НОВ и ПОЈ. Од 1953, орден се ретко користио, а поновно масовније коришћење Ордена народног хероја десило се током 1970-их година. Током 1973. и 1974. одликовано је још 10 народних хероја, међу којима и двојица припадника Југословенске војске страдала у току Априлског рата — Милан Спасић и Сергеј Машера. Од 1970. започела је пракса одликовања градова у Југославији Орденом народног хероја и њихово проглашавање за градове-хероје. Најпре је 1970. одликована Љубљана, потом 1974. Дрвар и Београд, а маја 1975 — Загреб, Нови Сад, Приштина, Титов Велес и Цетиње. Такође, током 1970-их година, председник СФРЈ Јосип Броз Тито је још два пута одликован Орденом народног хероја и тиме постао двоструки, односно троструки народни херој. Други пут је одликован 1972. поводом 80. рођендана, а трећи пут 1977. поводом 85. рођендана и 40. годишњице његовог доласка на чело КПЈ.
Измене Статута ордена вршене су поново 1964. и 1985, а према њима орден се могао доделити — припадницима оружаних снага Социјалистичке Федеративне Републике Југославије и другим појединцима који су се истакли изванредним јуначким подвизима у борби против непријатеља и који служе као нарочит пример јунаштва. Орден народног хероја може се, под истим условима, изузетно додељивати војним јединицама, односно војним установама и друштвено-политичким организацијама и удружењима. Према Статуту, лица одликована Орденом народног хероја, су поред почасног звања народног хероја, добијала и одређене повластице и новчане бенефиције. Ову тематику регулисао је посебан Закон о основним правима лица одликованих Орденом народног хероја. Народни хероји остваривали су право на здравствену заштиту и новчане надокнаде у вези са остваривањем здравствене заштите, право на бањско и климатско лечење, право на додатак уз пензију, право на бесплатну и повлашћену вожњу. Део ових права остваривали су и чланови породице умрлог народног хероја — брачни друг и родитељи, па су могли користити здравствену заштиту и додатак уз пензију. Народни хероји су имали право на сахрану уз војне почасти, као и на рефундацију трошкова сахране.
Последње коришћење Ордена народног хероја било је у време распада СФРЈ 1991. године. Указом тзв „крњег” Председништва СФРЈ је 19. новембра 1991. Орденом народног хероја посмртно одликовало мајора ЈНА Милана Тепића (1957–1991), који је погинуо 29. септембра 1991. дигавши у ваздух војно складиште, приликом напада на јединице ЈНА у Бјеловару.
Након проглашења Савезне Републике Југославије (СРЈ), априла 1992. Закон о одликовањима СФРЈ стављен је ван снаге, чиме је Орден народног хероја престао да постоји. Децембра 1998. донет је нови Закон о одликовањима СРЈ, којим су у одликовања нове државе уврштена и нека од одликовања СФРЈ, међу којима и Орден народног хероја. Према овом Закону, орден је био треће одликовање у важносном редоследу и додељивао се — припадницима Војске Југославије и Министарстава унутрашњих послова и другим појединцима који су се истакли херојским подвизима у одбрани и безбедности Савезне Републике Југославије.
Последње коришћење Ордена народног хероја било је након завршетка НАТО бомбардовања и рата на Косову 1999, када је тадашњи председник СРЈ Слободан Милошевић за подвиге бораца и старешина одликовао шест бригада Војске Југославије (125, 37. и 549. моторизована бригада, 63. падобранска бригада, 250. ракетна бригада и 126. бригада ВОЈН) и једну бригаду МУП-а Србије. Тада је било и више предлога да се орденом одликује и председник Републике Слободан Милошевић, али то није учињено. Формирањем Државне заједнице Србије и Црне Горе, 2003. задржана су сва одликовања СРЈ, а међу њима и Орден народног хероја, али он више није додељиван. Након распада Србије и Црне Горе, 2006. Закон о одликовањима СРЈ стављен је ван снаге, а Орден народног хероја није уврштен у одликовања новонасталих држава.
У периоду од 1943. до 2006. Орден је додељен укупно 1.401 пут, од чега 1.347 лицима, а 54 колективним титуларима. Највише одликованих, њих 1.322 је припадника НОВ и ПОЈ, за своје заслуге током Народноослободилачког рата. Они су углавном одликовани постхумно, а свега њих 420 одликовано је за живота. Поред југословенских држављана, Орден народног хероја додељиван је и страним држављанима и то за њихове заслуге у Другом светском рату. Од 22 одликованих странаца — 16 је држављана Совјетског Савеза, тројица Албанца и по један Чехословак, Пољак и Италијан.
Према првобитном Статуту Ордена народног хероја, који је донет 1946, а касније допуњаван, Орден, звање и привилегије, могле су се одузети одликованом лицу. Двојици југословенских држављана орден је одузет — Сави Станојевићу, 1952. због прихватања Резолуције Информбироа и Миловану Ђиласу, 1957. за време боравка у затвору. Такође, у току борбе Југославије с Информбироом, током 1948—1956, поништена је одлука о одликовању Орденом народног хероја тројице албанских држављана — двојица су одликована постхумно, а трећи је био председник НР Албаније Енвер Хоџа. У Статуту Ордена народног хероја, донетом 1998, одредба о одузимању ордена је укинута.
Као инспирацију за установљење почасног звања народног хероја, а касније и Ордена народног хероја, послужило је почасно звање Хероја Совјетског Савеза, које се додељивало истакнутим и заслужним појединцима у Совјетском Савезу, а посебно након почетка почетка Великог отаџбинског рата, јуна 1941. за заслуге у борби против окупатора. Такође, Орден народног хероја Југославије, био је инспирација да се јула 1945. установи Орден народног хероја Албаније, који је након захлађивања односа између Југославије и Албаније, 1954. преименован у Орден хероја народа.

## Изглед

### СФРЈ
Орден народног хероја је овалног облика, а руб Ордена чине две пластично израђене ловорове гранчице завезане на дну врпцом. Средина Ордена израђена је у облику радијалних зрака неједнаке дужине, тако да само неки од њих додирују ивицу ловорових грана, а између њих и ивице је празан простор. Лице и наличје ордена садрже исти приказ — пластично израђену фигуру борца у шињелу и опанцима. Борац гледа улево и у левој руци држи развијени барјак, на коме се налази петокрака звезда, а у десној руци држи пушку. Пушка је кундаком ослоњена на дно, а њена цев усмерена је у вис. Застава се вијори супротно од погледа и наговештеног покрета борца. Орден се носи на ленти испод врата. Врпца је ширине 36 mm и израђена је од моариране свиле, црвене је боје с једним паром белих пруга са стране. Ширина белих пруга износи 2 mm.

Скицу Ордена, као и осталих југословенских одликовања и републичких и федералног грба, израдио је 1943. Ђорђе Андрејевић Кун (1904—1964), академски сликар из Београда. Према неким подацима, Кунова првобитна замисао била је да Орден народног хероја има три степена, од којих је први степен требало да се носи на огрлици, а друга два степена на машни. Нека од његових првих решења за овај орден била је црвена петокрака звезда са десним профилом лика Јосипа Броза Тита, али овај предлог није прихваћен.
Први Ордени народног хероја, заједно са осталим првим одликовањима Нове Југославије, израђивани су у Совјетском Савезу, у Московској ковници новца (рус. Московский монетный двор). Обрасци за одликовања били су готови јуна 1944, када је и отпочела њихова производња. Прва пошиљка готових одликовања, која је садржала 218 Ордена народног хероја, септембра 1944. је послата авионом на острво Вис. Октобра исте године у Москви је израђено још 258 комада Ордена народног хероја. Израдом првих југословенских одликовања у Совјетском Савезу руководио је Антун Аугустинчић (1900—1979), вајар из Загреба, који је по Куновим скицама израдио пластично решење за сва одликовања.
Након завршетка рата, производња одликовања у Југославији поверена је Индустрији и ковници „Орешковић Марко” (ИКОМ) из Загреба. Пластично решење за модел Ордена народног хероја израђиван у ИКОМ-у израдио је Франо Менегело Динчић, вајар из Београда, рођен у Котору. Ордени народног хероја израђени у Совјетском Савезу и они израђени у Загребу, разликују се визуелно у неколико ситних детаља, од којих су највидљивији они на ловоровом венцу који окружује Орден. Битнија разлика између ова два модела Ордена огледа се у квалитету израде — московски модел израђиван је од 22-каратног злата, тежине 42 грама и на њима нема сигнатуре произвођача и сигнатуре за племените метале, док је загребачки модел израђиван од 18-каратног патинираног злата, тежине око 33 грама. Такође, разлика се огледала и у димензијама Ордена па је модел израђиван у Москви био димензија 43×54 mm, а модел израђиван у Загребу 43,7×59 mm.
Године 1986. извршена је измена Закона о одликовањима СФРЈ, којим је уведена новост — израда и ношење минијатура одликовања. Минијатура Ордена народног хероја се према Статуту ордена носи самостално уместо Ордена. Израђена је од легуре бакра и цинка. По композицији, рељефу о облику, предња страна одговара оригиналном Ордену, док је друга страна равна и без садржаја. Висина минијатуре износи 23 mm. Минијатура виси на металном носачу облика правоугаоника 21×10 mm, на коме се налази трака ордена — црвене боје са по једном белом пругом са обе стране ширине 1 mm. На носачу се налази игла са узицом за качење и причвршћивање Ордена за одело или униформу.

### СРЈ
Након поновног увођења Ордена народног хероја, 1998. извршена је мала измена на Ордену — са барјака који се вијори иза борца с пушком, уклоњена је петокрака звезда. Ови Ордени израђивани су у Заводу за израду новчаница и кованог новца (ЗИН) у Београду, а према димензијама и квалитету израде били су идентични оним израђиваним у загребачком ИКОМ-у.
Орден народног хероја израђен је од патинираног злата. Овалног је облика, са вертикалном осом дугом 54мм и хоризонталном осом дугом 43 мм. Ивице Ордена чине две пластично израђене ловорове гране на дну, међусобно повезане траком. Средина ордена израђена је у облику радијалних зрака неједнаке дужине, тако да само неки од њих доцирују ивицу ловорових грана, а између њих и ивице је празан простор. На лицу и наличју ордена налази се пластично израђена фигура борца у шињелу. Борац левом руком држи развијену заставу, а десном руком пушку. Врпца ордена израђена је од црвене моариране свиле, ширине 36 мм, са по једном белом усправном пругом с обе стране ивице, широком 2 мм. Орден народног хероја носи се о врату на 36 мм широкој црвеној свиленој траци, са по једном белом усправном пругом с обе стране ивице, широком 2 мм.

## Ордени народног хероја у Војном музеју
Статутом Ордена народног хероја из 1946. предвиђено је да се ордени посмртно одликованих народних хероја чувају у Војном музеју. Крајем 1951. Војном музеју су предата 183 ордена посмртно одликованих народних хероја. У периоду од 1955. до 1960. Војном музеју је предато још 896 ордена постхумно одликованих. Ови тзв „музејски тип” Ордена народног хероја мало се разликовао од оригиналног јер је био израђен од позлаћеног патинираног томбака и био је мало грубље израде.
Године 1961. у новоотвореном Војном музеју ЈНА, у бившој згради Војногеографског завода на Калемегдану, отворена је стална поставка. У оквиру дела поставке посвећене „Народноослободилачком рату и социјалистичкој револуцији 1941—1945”, у сали 48, изложени су ордени погинулих и умрлих народних хероја. На тзв „Зиду хероја” налазе се две витрине са Орденима народних хероја, а између њих се на плочи, од ецованог месинга, налазе имена свих одликованих. У витринама са орденима, изложено је укупно 884 Ордена народног хероја, по 442 ордена у свакој витрини. Такође, у оквиру сталне поставке Војног музеја изложена су још три Ордена народног хероја — орден којим је одликована Прва пролетерска ударна бригада, орден генерала Пека Дапчевића и један орден као део поставке о првим одликовањима НОВ и ПОЈ.
- „Зид хероја” у Војном музеју у Београду
- Ордени погинулих и умрлих народних хероја
- Део поставке са изложеним орденима
- Прва одликовања НОВ и ПОЈ у Војном музеју
- Орден народног хероја Прве пролетерске бригаде
- Униформа и Орден Пека Дапчевића у Војном музеју

Поред Војног музеја, Ордени народног хероја су део поставке и других музеја, а неки се чувају и у институцијама које су одликоване. У поставци Музеја Југославије налазе се три Ордена којима је одликован Јосип Броз Тито. У Историјском архиву Београда, у оквиру Легата Коче Поповића и Лепе Перовић чува се Орден народног хероја генерала Коче Поповића. У спомен-комплексу на Кадињачи изложен је Орден народног хероја којим је одликован Раднички батаљон, а у Музеју Националног парка Козара налази се Орден којим је одликован Други крајишки партизански одред. Орден народног хероја којим је одликован Нови Сад чува се у Музеју Војводине, док је Орден којим је одликован Београд изложен у згради Скупштине града. На Војномедицинској академији у Београду, чува се Орден којим је одликована Централна болница НОВЈ.

## Популаризација
Носиоци Ордена народног хероја уживали су одређене привилегије, као што су бесплатна вожња у јавном саобраћају и пензије за чланове породица преминулих народних хероја. Иако су привилегије од тада умањене, државе настале распадом Југославије још увек пружају извесне бенефиције народним херојима.
Народни хероји су током постојања СФРЈ представљали главне иконе антифашистичке борбе и „заједничке југословенске историје“ и због тога су многе школе, фабрике, касарне, улице и тргови у Југославији добијали имена по народним херојима, а многа имена су се задржала и у новоствореним државама. Неретко су по народним херојима називе добијала и читава места, углавном у Војводини, а многа и данас носе та имена.
- Места на територији бивше Југославије, која носе имена по народним херојима:
  - Словенија:
    - Кидричево, по Борису Кидричу

  - Црна Гора:
    - Томашево, код Бијелог Поља, по Томашу Жижићу

  - Србија:
    - Луново Село, код Ужица, по Миодрагу Миловановићу Лунету
    - Минићево, код Књажевца, по Милуну Минићу
    - Радошево, код Ариља, по Радошу Бојовићу
    - Војводина:
      - Зрењанин, по Жарку Зрењанину
      - Качарево, код Панчева, по Светозару Качару
      - Кљајићево, код Сомбора, по Милошу Кљајићу
      - Крушчић, код Куле, по Вукману Крушчићу
      - Младеново, код Бачке Паланке, по Младену Стојановићу
      - Ратково, код Оџака, по Ратку Павловићу Ћићку
      - Челарево, код Бачке Паланке, по Здравку Челару
      - Лукићево, код Зрењанина, по Вељку Лукићу Курјаку
      - Савино Село, код Врбаса, по Сави Ковачевићу
- Места на територији бивше Југославији, која су носила имена по народним херојима:
  - Босна и Херцеговина:
    - Нови Травник, од 1980. до 1992. године Пуцарево, по Ђури Пуцару
    - Дрвар, од 1981. до 1991. године Титов Дрвар, по Јосипу Брозу Титу

  - Македонија:
    - Велес, од 1946. до 1996. године Титов Велес, по Јосипу Брозу Титу

  - Словенија:
    - Велење, од 1981. до 1990. године Титово Велење, по Јосипу Брозу Титу

  - Србија: 
    - Краљево, од 1949. до 1955. године Ранковићево, по Александру Ранковићу
    - Банатски Карловац, од 1950. до 1953. године Банатско Ранковићево, по Александру Ранковићу
    - Томиславци, код Бачке Тополе, од 1955. до 2003. године Орешковићево, по Марку Орешковићу
    - Врбас, од 1983. до 1992. године Титов Врбас, по Јосипу Брозу Титу
    - Косовска Митровица, од 1981. до 1992. године Титова Митровица, по Јосипу Брозу Титу
    - Ужице, од 1946. до 1992. године Титово Ужице, по Јосипу Брозу Титу

  - Хрватска:
    - Плоче, од 1950. до 1954. и од 1980. до 1990. године Кардељево, по Едварду Кардељу
    - Кореница, од 1946. до 1997. године Титова Кореница, по Јосипу Брозу Титу

  - Црна Гора:
    - Беране, од 1949. до 1992. године Иванград, по Ивану Милутиновићу
    - Подгорица, од 1946. до 1992. године Титоград, по Јосипу Брозу Титу

## Статистике одликованих
| Број додељених Ордена: |            |                                                              |                                                      |                                                      |                                                      |                                                      |                                                      |                                                      |                                                      |
| 1.322 | 1.322      | бораца и руководилаца НОВ и ПОЈ                              | бораца и руководилаца НОВ и ПОЈ                      | бораца и руководилаца НОВ и ПОЈ                      | бораца и руководилаца НОВ и ПОЈ                      | бораца и руководилаца НОВ и ПОЈ                      | бораца и руководилаца НОВ и ПОЈ                      | бораца и руководилаца НОВ и ПОЈ                      | бораца и руководилаца НОВ и ПОЈ                      |
| 19 | 19         | страних држављана                                            | страних држављана                                    | страних држављана                                    | страних држављана                                    | страних држављана                                    | страних држављана                                    | страних држављана                                    | страних држављана                                    |
| 33 | 33         | јединица и установа НОВ и ПОЈ                                | јединица и установа НОВ и ПОЈ                        | јединица и установа НОВ и ПОЈ                        | јединица и установа НОВ и ПОЈ                        | јединица и установа НОВ и ПОЈ                        | јединица и установа НОВ и ПОЈ                        | јединица и установа НОВ и ПОЈ                        | јединица и установа НОВ и ПОЈ                        |
| 8 | 8          | градова у Југославији                                        | градова у Југославији                                | градова у Југославији                                | градова у Југославији                                | градова у Југославији                                | градова у Југославији                                | градова у Југославији                                | градова у Југославији                                |
| 4 | 4          | друштвено-политичке организације                             | друштвено-политичке организације                     | друштвено-политичке организације                     | друштвено-политичке организације                     | друштвено-политичке организације                     | друштвено-политичке организације                     | друштвено-политичке организације                     | друштвено-политичке организације                     |
| 8 | 8          | одликовани у периоду 1991—1999.                              | одликовани у периоду 1991—1999.                      | одликовани у периоду 1991—1999.                      | одликовани у периоду 1991—1999.                      | одликовани у периоду 1991—1999.                      | одликовани у периоду 1991—1999.                      | одликовани у периоду 1991—1999.                      | одликовани у периоду 1991—1999.                      |
| 5 | 5          | одузета одликовања                                           | одузета одликовања                                   | одузета одликовања                                   | одузета одликовања                                   | одузета одликовања                                   | одузета одликовања                                   | одузета одликовања                                   | одузета одликовања                                   |
| Орден народног хероја додељен је укупно 1.401 пут. У периоду од 1943. до 1990. додељен је 1.393, а у периоду од 1991. до 1999. године још 8 пута. |            |                                                              |                                                      |                                                      |                                                      |                                                      |                                                      |                                                      |                                                      |
| |            |                                                              |                                                      |                                                      |                                                      |                                                      |                                                      |                                                      |                                                      |
| Народни хероји према полу: |            |                                                              |                                                      |                                                      |                                                      |                                                      |                                                      |                                                      |                                                      |
| 1.251 | 1.251      | мушкарци                                                     | мушкарци                                             | мушкарци                                             | мушкарци                                             | мушкарци                                             | мушкарци                                             | мушкарци                                             | мушкарци                                             |
| 91 | 91         | жене                                                         | жене                                                 | жене                                                 | жене                                                 | жене                                                 | жене                                                 | жене                                                 | жене                                                 |
| |            |                                                              |                                                      |                                                      |                                                      |                                                      |                                                      |                                                      |                                                      |
| Народни хероји према републици и покрајини рођења:                                                                                                |            |                                                              |                                                      |                                                      |                                                      |                                                      |                                                      |                                                      |                                                      |
| 287 | 287        | СР Босна и Херцеговина                                       | СР Босна и Херцеговина                               | СР Босна и Херцеговина                               | СР Босна и Херцеговина                               | СР Босна и Херцеговина                               | СР Босна и Херцеговина                               | СР Босна и Херцеговина                               | СР Босна и Херцеговина                               |
| 66 | 66         | СР Македонија                                                | СР Македонија                                        | СР Македонија                                        | СР Македонија                                        | СР Македонија                                        | СР Македонија                                        | СР Македонија                                        | СР Македонија                                        |
| 153 | 153        | СР Словенија                                                 | СР Словенија                                         | СР Словенија                                         | СР Словенија                                         | СР Словенија                                         | СР Словенија                                         | СР Словенија                                         | СР Словенија                                         |
| 290 | 290        | СР Хрватска                                                  | СР Хрватска                                          | СР Хрватска                                          | СР Хрватска                                          | СР Хрватска                                          | СР Хрватска                                          | СР Хрватска                                          | СР Хрватска                                          |
| 247 | 247        | СР Црна Гора                                                 | СР Црна Гора                                         | СР Црна Гора                                         | СР Црна Гора                                         | СР Црна Гора                                         | СР Црна Гора                                         | СР Црна Гора                                         | СР Црна Гора                                         |
| 258 | 258        | СР Србија                                                    | СР Србија                                            | СР Србија                                            | СР Србија                                            | СР Србија                                            | СР Србија                                            | СР Србија                                            | СР Србија                                            |
| |            | 138                                                          | 138                                                  | ужа Србија                                           | ужа Србија                                           | ужа Србија                                           | ужа Србија                                           | ужа Србија                                           | ужа Србија                                           |
| |            | 47                                                           | 47                                                   | САП Војводина                                        | САП Војводина                                        | САП Војводина                                        | САП Војводина                                        | САП Војводина                                        | САП Војводина                                        |
| |            | 13                                                           | 13                                                   | САП Косово                                           | САП Косово                                           | САП Косово                                           | САП Косово                                           | САП Косово                                           | САП Косово                                           |
| 21 | 21         | рођени у иностранству                                        | рођени у иностранству                                | рођени у иностранству                                | рођени у иностранству                                | рођени у иностранству                                | рођени у иностранству                                | рођени у иностранству                                | рођени у иностранству                                |
| |            |                                                              |                                                      |                                                      |                                                      |                                                      |                                                      |                                                      |                                                      |
| Народни хероји према години одликовања: |            |                                                              |                                                      |                                                      |                                                      |                                                      |                                                      |                                                      |                                                      |
| Одликовани у току рата |            |                                                              |                                                      |                                                      |                                                      |                                                      |                                                      |                                                      |                                                      |
| 1941. | 1941.      | 1942.                                                        | 1942.                                                | 1943.                                                | 1943.                                                | 1944.                                                | 1944.                                                | 1945.                                                | 1945.                                                |
| 0 | 0          | 16                                                           | 16                                                   | 19                                                   | 19                                                   | 28                                                   | 28                                                   | 34                                                   | 34                                                   |
| Одликовани после рата |            |                                                              |                                                      |                                                      |                                                      |                                                      |                                                      |                                                      |                                                      |
| 1945. | 1946—1948. | 1949—1950.                                                   | 1951.                                                | 1952.                                                | 1953.                                                | 1955.                                                | 1962—1971.                                           | 1973.                                                | 1974.                                                |
| 52 | 13         | 51                                                           | 359                                                  | 99                                                   | 631                                                  | 2                                                    | 3                                                    | 9                                                    | 1                                                    |
| |            |                                                              |                                                      |                                                      |                                                      |                                                      |                                                      |                                                      |                                                      |
| Подаци о смрти народних хероја: |            |                                                              |                                                      |                                                      |                                                      |                                                      |                                                      |                                                      |                                                      |
| У тренутку одликовања |            |                                                              |                                                      |                                                      |                                                      |                                                      |                                                      |                                                      |                                                      |
| 903 | 903        | мртви — одликовани постхумно                                 | мртви — одликовани постхумно                         | мртви — одликовани постхумно                         | мртви — одликовани постхумно                         | мртви — одликовани постхумно                         | мртви — одликовани постхумно                         | мртви — одликовани постхумно                         | мртви — одликовани постхумно                         |
| 419 | 419        | живи — одликовани за живота                                  | живи — одликовани за живота                          | живи — одликовани за живота                          | живи — одликовани за живота                          | живи — одликовани за живота                          | живи — одликовани за живота                          | живи — одликовани за живота                          | живи — одликовани за живота                          |
| Погинули и преживели народни хероји |            |                                                              |                                                      |                                                      |                                                      |                                                      |                                                      |                                                      |                                                      |
| 881 | 881        | погинули у току рата                                         | погинули у току рата                                 | погинули у току рата                                 | погинули у току рата                                 | погинули у току рата                                 | погинули у току рата                                 | погинули у току рата                                 | погинули у току рата                                 |
| 441 | 441        | преживели рат                                                | преживели рат                                        | преживели рат                                        | преживели рат                                        | преживели рат                                        | преживели рат                                        | преживели рат                                        | преживели рат                                        |
| |            | 25                                                           | 25                                                   | умрли или страдали у периоду 1945—1955               | умрли или страдали у периоду 1945—1955               | умрли или страдали у периоду 1945—1955               | умрли или страдали у периоду 1945—1955               | умрли или страдали у периоду 1945—1955               | умрли или страдали у периоду 1945—1955               |
| Године страдања народних хероја, погинулих у рату                                                                                                 |            |                                                              |                                                      |                                                      |                                                      |                                                      |                                                      |                                                      |                                                      |
| 117 | 117        | страдали 1941. године                                        | страдали 1941. године                                | страдали 1941. године                                | страдали 1941. године                                | страдали 1941. године                                | страдали 1941. године                                | страдали 1941. године                                | страдали 1941. године                                |
| 262 | 262        | страдали 1942. године                                        | страдали 1942. године                                | страдали 1942. године                                | страдали 1942. године                                | страдали 1942. године                                | страдали 1942. године                                | страдали 1942. године                                | страдали 1942. године                                |
| 278 | 278        | страдали 1943. године                                        | страдали 1943. године                                | страдали 1943. године                                | страдали 1943. године                                | страдали 1943. године                                | страдали 1943. године                                | страдали 1943. године                                | страдали 1943. године                                |
| 194 | 194        | страдали 1944. године                                        | страдали 1944. године                                | страдали 1944. године                                | страдали 1944. године                                | страдали 1944. године                                | страдали 1944. године                                | страдали 1944. године                                | страдали 1944. године                                |
| 30 | 30         | страдали 1945. године                                        | страдали 1945. године                                | страдали 1945. године                                | страдали 1945. године                                | страдали 1945. године                                | страдали 1945. године                                | страдали 1945. године                                | страдали 1945. године                                |
| Начин страдања народних хероја, погинулих у рату                                                                                                  |            |                                                              |                                                      |                                                      |                                                      |                                                      |                                                      |                                                      |                                                      |
| |            | погинули у борби са непријатељем                             |                                                      |                                                      |                                                      |                                                      |                                                      |                                                      |                                                      |
| |            | убијени (стрељани, обешени, страдали у логорима и затворима) |                                                      |                                                      |                                                      |                                                      |                                                      |                                                      |                                                      |
| |            | умрли од последица рањавања или болести                      |                                                      |                                                      |                                                      |                                                      |                                                      |                                                      |                                                      |
| |            | страдали несрећним случајевима                               |                                                      |                                                      |                                                      |                                                      |                                                      |                                                      |                                                      |
| Начин страдања народних хероја, умрлих у периоду 1945—1955.                                                                                       |            |                                                              |                                                      |                                                      |                                                      |                                                      |                                                      |                                                      |                                                      |
| 5 | 5          | погинули у борби са непријатељем или убијени                 | погинули у борби са непријатељем или убијени         | погинули у борби са непријатељем или убијени         | погинули у борби са непријатељем или убијени         | погинули у борби са непријатељем или убијени         | погинули у борби са непријатељем или убијени         | погинули у борби са непријатељем или убијени         | погинули у борби са непријатељем или убијени         |
| 16 | 16         | умрли од последица рањавања или болести                      | умрли од последица рањавања или болести              | умрли од последица рањавања или болести              | умрли од последица рањавања или болести              | умрли од последица рањавања или болести              | умрли од последица рањавања или болести              | умрли од последица рањавања или болести              | умрли од последица рањавања или болести              |
| 4 | 4          | страдали несрећним случајевима                               | страдали несрећним случајевима                       | страдали несрећним случајевима                       | страдали несрећним случајевима                       | страдали несрећним случајевима                       | страдали несрећним случајевима                       | страдали несрећним случајевима                       | страдали несрећним случајевима                       |
| |            |                                                              |                                                      |                                                      |                                                      |                                                      |                                                      |                                                      |                                                      |
| Народни хероји према занимању: |            |                                                              |                                                      |                                                      |                                                      |                                                      |                                                      |                                                      |                                                      |
| Занимања народних хероја на почетку рата |            |                                                              |                                                      |                                                      |                                                      |                                                      |                                                      |                                                      |                                                      |
| 452 | 452        | рудари, индустријски радници и њима сродни радници           | рудари, индустријски радници и њима сродни радници   | рудари, индустријски радници и њима сродни радници   | рудари, индустријски радници и њима сродни радници   | рудари, индустријски радници и њима сродни радници   | рудари, индустријски радници и њима сродни радници   | рудари, индустријски радници и њима сродни радници   | рудари, индустријски радници и њима сродни радници   |
| 236 | 236        | пољопривредници и њима сродни радници                        | пољопривредници и њима сродни радници                | пољопривредници и њима сродни радници                | пољопривредници и њима сродни радници                | пољопривредници и њима сродни радници                | пољопривредници и њима сродни радници                | пољопривредници и њима сродни радници                | пољопривредници и њима сродни радници                |
| 33 | 33         | радници у трговини и услугама                                | радници у трговини и услугама                        | радници у трговини и услугама                        | радници у трговини и услугама                        | радници у трговини и услугама                        | радници у трговини и услугама                        | радници у трговини и услугама                        | радници у трговини и услугама                        |
| 82 | 82         | официри и подофицири Југословенске војске и жандарми         | официри и подофицири Југословенске војске и жандарми | официри и подофицири Југословенске војске и жандарми | официри и подофицири Југословенске војске и жандарми | официри и подофицири Југословенске војске и жандарми | официри и подофицири Југословенске војске и жандарми | официри и подофицири Југословенске војске и жандарми | официри и подофицири Југословенске војске и жандарми |
| 78 | 78         | административни и њима сродни радници                        | административни и њима сродни радници                | административни и њима сродни радници                | административни и њима сродни радници                | административни и њима сродни радници                | административни и њима сродни радници                | административни и њима сродни радници                | административни и њима сродни радници                |
| 64 | 64         | правници                                                     | правници                                             | правници                                             | правници                                             | правници                                             | правници                                             | правници                                             | правници                                             |
| 52 | 52         | професори и учитељи                                          | професори и учитељи                                  | професори и учитељи                                  | професори и учитељи                                  | професори и учитељи                                  | професори и учитељи                                  | професори и учитељи                                  | професори и учитељи                                  |
| 27 | 27         | инжењери и лекари                                            | инжењери и лекари                                    | инжењери и лекари                                    | инжењери и лекари                                    | инжењери и лекари                                    | инжењери и лекари                                    | инжењери и лекари                                    | инжењери и лекари                                    |
| 29 | 29         | остали стручњаци, уметници и новинари                        | остали стручњаци, уметници и новинари                | остали стручњаци, уметници и новинари                | остали стручњаци, уметници и новинари                | остали стручњаци, уметници и новинари                | остали стручњаци, уметници и новинари                | остали стручњаци, уметници и новинари                | остали стручњаци, уметници и новинари                |
| 184 | 184        | студенти                                                     | студенти                                             | студенти                                             | студенти                                             | студенти                                             | студенти                                             | студенти                                             | студенти                                             |
| 66 | 66         | ђаци                                                         | ђаци                                                 | ђаци                                                 | ђаци                                                 | ђаци                                                 | ђаци                                                 | ђаци                                                 | ђаци                                                 |
| 14 | 14         | домаћице                                                     | домаћице                                             | домаћице                                             | домаћице                                             | домаћице                                             | домаћице                                             | домаћице                                             | домаћице                                             |
| 6 | 6          | непознато                                                    | непознато                                            | непознато                                            | непознато                                            | непознато                                            | непознато                                            | непознато                                            | непознато                                            |
| |            |                                                              |                                                      |                                                      |                                                      |                                                      |                                                      |                                                      |                                                      |
| Политичка припадност народних хероја: |            |                                                              |                                                      |                                                      |                                                      |                                                      |                                                      |                                                      |                                                      |
| Скоро сви народни хероји су били чланови КП Југославије, а неки су примани и постхумно                                                            |            |                                                              |                                                      |                                                      |                                                      |                                                      |                                                      |                                                      |                                                      |
| 1.285 | 1.285      | чланови КПЈ                                                  | чланови КПЈ                                          | чланови КПЈ                                          | чланови КПЈ                                          | чланови КПЈ                                          | чланови КПЈ                                          | чланови КПЈ                                          | чланови КПЈ                                          |
| |            | 659                                                          | 659                                                  | чланови КПЈ од пре рата                              | чланови КПЈ од пре рата                              | чланови КПЈ од пре рата                              | чланови КПЈ од пре рата                              | чланови КПЈ од пре рата                              | чланови КПЈ од пре рата                              |
| |            | 626                                                          | 626                                                  | чланови КПЈ постали у току рата                      | чланови КПЈ постали у току рата                      | чланови КПЈ постали у току рата                      | чланови КПЈ постали у току рата                      | чланови КПЈ постали у току рата                      | чланови КПЈ постали у току рата                      |
| 18 | 18         | чланови СКОЈ-а                                               | чланови СКОЈ-а                                       | чланови СКОЈ-а                                       | чланови СКОЈ-а                                       | чланови СКОЈ-а                                       | чланови СКОЈ-а                                       | чланови СКОЈ-а                                       | чланови СКОЈ-а                                       |
| 20 | 20         | нису били чланови КПЈ                                        | нису били чланови КПЈ                                | нису били чланови КПЈ                                | нису били чланови КПЈ                                | нису били чланови КПЈ                                | нису били чланови КПЈ                                | нису били чланови КПЈ                                | нису били чланови КПЈ                                |
| |            |                                                              |                                                      |                                                      |                                                      |                                                      |                                                      |                                                      |                                                      |
| Број живих народних хероја: |            |                                                              |                                                      |                                                      |                                                      |                                                      |                                                      |                                                      |                                                      |
| 1957. | 1975.      | 1981.                                                        | 1985.                                                | 1991.                                                | 1995.                                                | 2001.                                                | 2005.                                                | 2011.                                                | 2015.                                                |
| 409 | 366        | 342                                                          | 279                                                  | 212                                                  | 157                                                  | 94                                                   | 49                                                   | 18                                                   | 8                                                    |
| |            |                                                              |                                                      |                                                      |                                                      |                                                      |                                                      |                                                      |                                                      |

## Галерија
- Први тип Ордена израђиван у Совјетском Савезу
- Други тип Ордена Израђиван у Југославији
- Орден народног хероја
- Орден народног хероја
- Орден народног хероја
- Орден и књига о Народним херојима
- Три Ордена народног хероја којима је одликован Јосип Броз Тито изложена у Кући цвећа у Београду
- Орден народног хероја у збирци одликовања Завичајног музеја Јагодина
- Тито са народним херојима из Србије и Македоније, 18. априла 1955. године
- Тито са народним херојима из Хрватске, 19. априла 1955. године
- Тито са народним херојима из Босне и Херцеговине, 20. априла 1955. године
- Титом са женама народим херојима из Македоније и Србије